# 四戸潤弥
四戸 潤弥（しのへ じゅんや、1952年-）専門:イスラーム法学、アラビア語文法学。同志社大学神学部神学研究科、大学院神学研究科教授（-2023/03/31),同志社大学一神教学際研究センター(CISMOR)共同研究員、同志社大学一神教研究センター（CISMOR)センター長(-2018/03/31)。同志社大学名誉教授（2023/04/04-)。拓殖大学イスラーム研究所客員教授。

## 人物・経歴
福島県郡山市生まれ。東京大学大学院総合文化研究科博士課程単位取得。早稲田大学大学院法学研究科修士課程（民事法学専攻）修了 、カタール国立大学イスラーム学・法学部（イスラーム法専攻）卒 、東京大学新聞研究所教育部卒（現：東京大学大学院情報学環・学際情報学府教育部）、早稲田大学政治経済学部政治学科卒。

## 著作

### 単著
- 四戸潤弥(1992)『イスラム世界とつきあう法―外交・ビジネスから男女関係まで』東洋経済新報社、ISBN-13 978-4492220979
- 四戸潤弥(2001)『イスラム世界とつきあう法』増補版、東洋経済社、ISBN-13  978-4492222140
- 四戸潤弥(1996)『現代アラビア語入門講座〈上〉』 東洋書店(1996初版、1996、二刷、2008三刷）、ISBN-13 978-4885951855
- 四戸潤弥(1996)『現代アラビア語入門講座〈下〉』 東洋書店(1996初版、1996、二刷、2008三刷）ISBN-13 978-4885951862

### 共著
- 「ムカッラフ（能力者）概念をめぐる信仰告白表明と審判」『宗教における死生観と超越』所収、方丈堂出版、2013
- 「現代社会とイスラーム　-イスラーム信徒少数派社会、日本」『イスラーム信仰と現代社会』所収、イスラーム信仰叢書10、国書刊行会、2011
- 「イスラ―ムの平和　-慈悲と慈愛の信仰構造を通して-」小原克博編『宗教と対話　-多文化共存社会の中で‐』教文館、全頁302頁、pp.163-189、2017
- 「『クルーアン』をめぐる日本のイスラーム学」日本のイスラームとクルアーン編集委員会編『日本のイスラームとクルアーン　ｰ現状と展望ｰ』晃洋書房、全頁181頁、pp.123-160、2020

- "Silk Road of Japan via China in the 7th Century and the Concepts of Grace, Islam, and Ibāḍī Muslims in a Structural Analysis of the" Teaching of Islam""  ""The Silk Roads between China and Oman""  (vol.  16), Ministry of Religion, Oman,Georg Olms Verlag,pp.145-150,"242pages(B4)、2021

### 論考
- 「近代の肖像　有賀文八郎1〜3」、『中外日報』7月9.14、16日付所収、2009
- دعوة الإسلام في عصر النبي صلى الله عليه وسلم من خلال تحليل سورة الفاتحة" مجلة الدراسات اليابانية والشرقية ، مركز   الدراساتد الشرقية ، جامعة القاهرة،ص63-71 لعام2015م 「預言者時代のイスラーム宣教-クルアーン第1章開端の章の分析を通じて-」（アラビア語）カイロ大学東洋研究所紀要雑誌『日本、東洋研究』2015、pp.63-71、アラビア語
- 「特集アジアにおけるムスリム･マイノリティのイスラーム復興　はじめに」『JISMOR一神教学際研究』No.26/2020,同志社大学一神教学際研究センター、pp.1-9
- 「一神教系譜のイスラーム」『基督教研究』第83巻・第2号、2021/12月号、同志社大学神学部基督教研究会pp.1-18

### 主要翻訳
- 『中東世界の再編成：アラブの視点から』（拓殖大学・カイロ大学共同論文集）、1997年

### 教育･公開活動など
- HP「アラビア語HP講座初級講座公開」、2007年
- HP「アラビア語HP講座中級講座公開」、2011年

## エピソード

### 1
ペルシャ湾岸産油国カタールの同国立大学へ留学卒業しているが、契機は、エジプトムスリム同胞団メンバーで、カタールを拠点にイスラーム世界のイデオローグとして有名なユーセフ・カルダーウィー（Yusuf al-Qaradaw1926/09/09-）同大学学部長（当時）が来日し、日本ムスリム協会を訪問していた際に受け入れが決まった。彼はカタール大学留学中、学生として直接講義に出席している。

### 2
アラビア語に堪能で、日本政府招聘客（王族、政治家、高官、技術研修員）の通訳を、第1次湾岸戦争（1990-91）、米対アフガン戦争（2001）、第2次湾岸戦争（2003）では、東京のテレビキー局で、アルアラビーア（UAE)、アルジャズィーラ（カタール）などのアラビア語放送同時通訳、取材ビデオ翻訳を、またアラブ映画祭日本作品アラビア語翻訳、テレビドキメンタリー和訳、法廷通訳を経験し、中東諸国の学会ではアラビア語で研究発表を行っている。